# Paul Horst Wieser
Paul Horst Wieser (* 8. November 1933; † 23. Dezember 2022 in Stuttgart; auch Paul-Horst Wieser) war ein deutscher Physiker und Hochschullehrer an der Universität Hohenheim (UH).

## Leben und Wirken
Wieser erhielt sein Abitur an der Oberrealschule Ansbach 1954. Nach seinem Studium der Physik, Mathematik, Meteorologie und Philosophie an der Ludwig-Maximilians-Universität München, mit Beurlaubung für den Aufbau aerologischer Geräte am Forschungsreaktor Garching, erfolgte die  Diplomprüfung 1962 und die Promotion zum Dr. rer. nat. an der Universität München 1966.
Wieser war ab 1962 Verwalter der Dienstgeschäfte eines wissenschaftlichen Assistenten, Akademischer Rat bzw. Oberrat am Institut für Physik und Meteorologie, der damaligen Landwirtschaftlichen Hochschule Hohenheim mit Habilitation im Fach Physik 1980 an der Universität Hohenheim.
Wieser wurde im Jahr 1983 auf den Lehrstuhl für Physik berufen. Er war auch Prodekan und Dekan der Fakultät Allgemeine und Angewandte Naturwissenschaften und ging 1999 in den Ruhestand. Die Institutsleitung Physik und Meteorologie behielt er bis 2001.

## Hauptforschungsgebiete
- Transport und Ausscheidung atmosphärischer Spurenstoffe aus natürlichen und anthropogenen Quellen;
- Einschlägige Untersuchungsmethoden der Mikrobereichs- und Oberflächenanalytik;
- Prozesse der Ionenbildung in laserinduzierten Mikroplasmen;
- Einführung der Lasermikrosonden-Massenspektrometrie in die Aerosolanalytik;
- Teilnahme an internationalen Feldversuchen zum Strahlungs- und Stoffhaushalt der Atmosphäre;
- Mitwirkung am Graduiertenkolleg: Strategien zur Vermeidung der Emission klimarelevanter Gase und umwelttoxischer Stoffe aus der Landwirtschaft und Landnutzung.

## Mitgliedschaften (Auswahl)
- Deutsche Physikalische Gesellschaft
- Gesellschaft für Aerosolforschung
- Gesellschaft Deutscher Naturforscher und Ärzte
- Kepler Gesellschaft